# フューチャースリーグFA
フューチャースリーグFA（朝鮮語：퓨처스 리그 FA）とは、韓国プロ野球で施行されていた選手移動に関する取り決めである。2022年の2次ドラフト廃止に伴い2軍選手の移籍の活性化を目的として新設されたが、2年間で5名しか行使しなかったため2024年からは廃止となる。

## 規則
二軍選手が主に出場するフューチャースリーグのFA資格取得対象は支配下、育成、軍保留、育成軍保留選手でKBOリーグ登録日が60日以下のシーズンが通算7シーズン以上の選手が該当していた(負傷者名簿、慶弔休暇の使用に伴う登録日数を除く)。 ただし、フューチャースリーグFA資格公示当該年度にKBOリーグ145日以上登録した選手と既存FA契約選手は対象から除外されていた。
韓国シリーズ終了5日以内にフューチャーズリーグFA資格選手の公示が行われれば、申請した選手に限りフューチャーズリーグFA承認選手として公示された。 球団は他球団所属のフューチャーズリーグFAをシーズンにつき3人まで契約でき、FA獲得球団は契約する選手の直前シーズン年俸の100%に当たる金額を補償金として選手の元所属球団に支払わなければならなかった（補償選手を譲渡する必要はなかった）。
フューチャースリーグのFA選手と契約する球団は、必ず当該選手を育成選手としてではなく一軍の試合に出場できる契約を結ばなくてはならなかった。年俸は直前シーズン年俸の100%を超過できず、契約金は支給されなかった。もし、FAを申請した選手が翌年の韓国シリーズ終了日まで未契約の場合、当該選手は自由契約選手となった。

## 歴代行使選手
- 田惟守 - 2021年シーズン後、KTウィズに残留
- 姜東延 - 2021年シーズン後、NCダイノスに残留
- 鞠海成 - 2021年シーズン後、斗山ベアーズから移籍しようとするも、KBOのどのチームとも契約できず、2022年は独立リーグの城南マグパイズと契約。その後斗山から自由契約選手となり、2023年はロッテ・ジャイアンツと契約。
- 韓碩賢 - 2022年シーズン後、LGツインズからNCダイノスへ移籍
- 李炯宗 - 2022年シーズン後、LGツインズからキウム・ヒーローズへ移籍